# Jungo Morita
Jungo Morita (jap. 森田淳悟 Morita Jungo; ur. 9 sierpnia 1947) – japoński siatkarz. Dwukrotny medalista olimpijski.
Mierzący 194 cm wzrostu zawodnik znajdował się w składzie srebrnych medalistów olimpijskich w Meksyku. W 1972 w Monachium znalazł się wśród triumfatorów olimpiady. Był brązowym medalistą mistrzostw świata w 1970, brał udział w MŚ w 1966.
W roku 2003 uhonorowany członkostwem w amerykańskiej galerii sław siatkarskich – Volleyball Hall of Fame.